# Улус Булгачи
Улу́с Булгачи́ (اولوس بولگاچی) — независимый могулистанский улус, образовавшийся в Центральной Азии в 1370-х годах в период раздробленности Могулистана. В 1389 году улус был ликвидирован Тамерланом, устроивший крупномасштабный поход.
К концу 1380-х годов в Могулистане образовалось несколько самостоятельных владений тюрко-монгольских племён: улус Булгачи, улус Баарын, улус Аркенут, улус Меркит и другие во главе со своими вождями.

## В источниках
Хронологически наиболее раннее упоминание этнонима булгачи в источниках встречается в сочинении начала XV века «Зафар-наме» Низам ад-Дина Шами при описании одного из походов Тамерлана в Могулистан в 1388 году. В данном источнике не встречается этноним кыргыз и географическое название Кыргызстан, а пишется только о могулах и Могулистане. Низам ад-Дин Шами, как и другие мусульманские авторы XIV—XV веков, объединял под именем «могул» не только отюреченных монголов, но и иные народы и племена тюркского происхождения, жившие на территории Могулистана, часть которых, вошла в состав кыргызского народа.
В «Зафар-наме» Шараф ад-Дина Йезди, написанном в 1425 году, название улуса булгачи в местности Бикут пишется как булгачи-вилкар. В сочинении «Матла ас-садайн ва Маджма ал-бахрайн», составленном Абд ар-Раззаком Самарканди в 1471 году, название улуса булгачи-салучи в местности Чичаклик и Сють-Куль пишется как булгачи-сабуджи.
Булгачи называли: Иль Булгачи (перс. ایل بولگاچی‎), Улус Булгачи (перс. اولوس بولگاچی‎), Коум Булгачи (перс. کوم بولگاچی‎), Иль ва Вилайат Булгачи (перс. ایل و ولایت بولگاچی‎). Эль (иль) — этно-политический термин, этно-административный термин, обозначающий  племя, союз племён или народ. Улус — более крупный этно-политический союз племён, составлявший у кочевников удел представителей правящей династии, иногда термин улус равнозначен термину государство (например, улус Чагатая, улус Джучи, Могул улус).

## История улуса

### Предыстория
В мае 1365 году войска  Тамерлана и эмира Хусейна потерпели поражение в крупном сражении около Ташкента. После этой победы Ильяс-Ходжа-хан направился осаждать Самарканд, а эмиры Хусейн и Тамерлан, бросив город на произвол судьбы, бежали за Амударью. Но горожане во главе с сербедарами оказали упорное сопротивление могулам. Завоеватели долго осаждали Самарканд, но не смогли его взять.
В это время в лагере могулов распространилась конская чума, от которой погибли столько лошадей, что на четырёх всадников не осталось и одной лошади. Ильяс-Ходжа-хан вынужден был снять осаду Самарканда и уйти, ограничившись разграблением его окрестностей. Эта неудача хана ещё больше усилила недовольство ханом среди эмиров, кочевой знати Могулистана, которые стремились быть самостоятельными владетелями. Камар ад-Дин в 1365/1366 годах внезапно напал на ставку Ильяс-Ходжа-хана и убил его, умертвив также 18 членов семьи хана, преследовал он и его сторонников.
Камар ад-Дин назначил правителем Могулистана своего старшего брата Шамс ад-Дина. Но многие эмиры, кочевая феодальная знать не хотели подчиняться человеку из не ханского рода. Эмиры отдельных племён стремились быть самостоятельными владетелями улусов и вели борьбу с узурпатором престола. Например, Хаджи-бек выступал против Камар ад-Дина и его сторонников.

### Политическая активность
По сведениям тимуридских и других сочинений, в 1370—1380-х годах в Могулистане было несколько фактически не зависящих друг от друга владений (улусов): кроме основного улуса Камар ад-Дина самостоятельными были владения вождей племён булгачи, баарын, аркенут, обособился улус Анга-торе и др.
В 1380-х годах разразилась борьба за лидерство в регионе между империей Тамерлана и Золотой Ордой. В целях усиления своей власти в регионе Тамерлан стремился захватить Могулистан, чтобы сделать его плацдармом для нападения на Золотую Орду. В свою очередь, Тохтамыш стал поддерживать могулистанских предводителей Анга-торе, Камар ад-Дина и кыргызских феодалов улуса Булгачи в борьбе с Тамерланом. Тохтамыш-ханом была сформирована коалиция для борьбы с бездарными могулистанскими царевичами-чингизидами. Её возглавил Анга-торе. Согласно Маджму ат-Таварих, ставка делалась на кыргызов во главе с Анга-торе, Манасом, Салусбеком Булгачи.
Сайф ад-Дин Аксикенди отмечал политическую активность кыргызов в Могулистане. Тохтамыш и его союзники Манас, Анга-торе, Салусбек Булгачи вели борьбу за Могулистан с дуглатским эмиром Камар ад-Дином. Сайф ад-Дин Аксикенди в числе союзников Тохтамыша и Манаса приводил расширенный список героев. Им названы имена Айходжа (он же Темир-ходжа) аргына, Кара-ходжа аргына, Анга-торе черика, Салусбека Булгачи, Жетикашка кыпчака, Ульмас Кулана, правителя улуса Баарын, Кара Ногая, его сыновей Бакир ходжа-Ахмеда и Коку-мурзу и др.

### Поход Тамерлана
В 1389 году Тамерлан организовал поход в Могулистан и нанёс поражение Анга-торе и его могулистанским союзникам. Сам Тамерлан принял командование 120-ти тысячным войском и предпринял полномасштабное наступление на кочевое население Могулистана.
Согласно Низам ад-Дину Шами, во время похода Тамерлана в Могулистан в 1389 году, его армия сразилась с войском племени булгачи в местности Бикут и разгромила его полностью. Точное местоположение Бикут неизвестно, однако в источнике есть косвенные сведения, указывающие на долину реку Или. В работе А. Мокеева рассказывалось, что против улуса Булгачи было отправлено войско под командованием сына Тамерлана Умар-шейха, полевой штаб которого располагался в Караходже. Следовательно, Булгачи находились где-то недалеко от Караходжа, на севере Восточного Туркестана.
Именно из окрестностей Караходжи отряды Умар-шейха совершали походы против могульских племён. Низам ад-Дин Шами, описывая нападение отряда Умар-шейха на улусы могулов, находящихся в местности Бикут, сообщал, что «...там эмиры упорно сражались с булгачи-далкар, в конце концов они, сокрушив их и разграбив вилайет, повернули обратно». Однако, несмотря на победные реляции автора «Зафар-наме», очевидно, войско Умар-шейха не смогло полностью подчинить улусы могульских племён в долине реки Или. Поэтому в целях уничтожения улуса Булгачи во главе с центром войска отправился сам Тамерлан. Он нашёл улус Булгачи в местности Сычкан-Дабан и, по словам автора, «устроил избиение людей и грабёж имущества этого вилайета». Затем войско Тамерлана, переправилось через Или, достигло местности Чичаклик и Сють-Куль, где находился улус Булгачи-Салучи.
События, связанные с нашествием Тамерлана в Могулистан, а также расправой кыргызских племён булгачи в местности Бикут, описывались у Сейф ад-Дина Аксикенди. Он писал, что Тамерлан (Сахибкиран) уничтожил 40 тысяч кибиток народа и улус Могулистан. Пленённые могулы были уведены в Самарканд и Мазендаран. Позже были пленены могульские князья, кыпчаки жетикашка, Салусбек Булгачи и др. Захваченных в плен могулов Тамерлан отправил в Мавераннахр, разделив их на курени, переправил и награбленную добычу. Отрывок из «Маджму ат-Таварих», описывающие эти события:
Сахибкиран, захватив улус Анга-торе, пленив сотню семейств значимых могулов, увели в Самарканд. Четыре тысячи из них отправили в лес Мазандарана. Ещё одну тысячу семейств из могулов отправили в Ларстан. Десять тысяч семейств, бежав, ушли в Булгар. Жетикашка-кыпчак попал в плен. Хызыр-ходжа Чагатай, Акмат-ходжа, Дамбур-буга попали в плен. Алусу Ялгачи приказали отправиться к Ак Огулу. Он, придя туда, вступил в сражение. Салусбек Булгачы попал в плен. Охотники с беркутами, с соколами и другие охотники тоже попали в плен. Четверо сыновей Отуз Огула — Адина, Мункуш, Карабагыш, Тагай тоже попали в плен. Всех их вместе с войском отправили в Самарканд. Анга-торе с Давлатияр кыпчаком бежали в горы Тениза.

### Освобождение пленных
Сайф ад-Дин Аксикенди в своей книге упоминает о посольстве, отправленном со стороны «правителя Могулистана» Анга-торе и предводителей кыргызов и могулов к Тамерлану для освобождения попавших в плен сородичей во время похода полководца в Могулистан. Посольство возглавлялось Мавлоной Азамом. Отрывок из «Маджму ат-Таварих»:
Затем Мавлона А‘‘зам потребовал освободить пленников. Освободив из плена Жетикашку, Акматбека, сына Анга-торе, Дамбурбугу, Салусбека Булгачи, Кийикчи, Буркутчи, Кушчу, сыновей Отузуула: Адыгине, Мунгуша, Карабагыша, Тагая, отдали Мавлоне А‘‘заму. От него потребовали могулов. Амир Тимур Сахибкиран попросил Мавлону А‘‘зама оставить их. Саид ответил так: «Могулы являются мюридами моих предков. Они достались мне от них по наследству. До тех пор, пока я их не заберу, я не уйду из Самарканда». В конце концов, не найдя выхода, также отдал их Мир Саиду Джалилу. Саид, переселив пятьсот семейств могулов, отправился в Касан, пробыв много дней в Касане, оттуда ушёл в Ширкент, Анга-торе, прибыв, встретился с Азирет-и Саидом. Давлатияр, придя, увидев Жетикашку, был очень доволен. После этого Анга-торе, получив разрешение, переселив могулов, отправился в Атбаши, Арпу и Язы.
По информации Сайф ад-Дина Аксикенди, в результате посольства освободили из плена: Жетикашку, Акматбека, сына Анга-торе, Дамбурбугу, Салусбека Булгачи, Кийикчи, Буркутчи, Кушчу, сыновей Отузуула: Адыгине, Мунгуша, Карабагыша, Тагая. Важность данной информации заключается в том, что Сайф ад-Дин Аксикенди, упоминая об этом событии, показал существование у кыргызов ещё в XIV веке правого и левого крыла и ичкилик.

## Территория и население

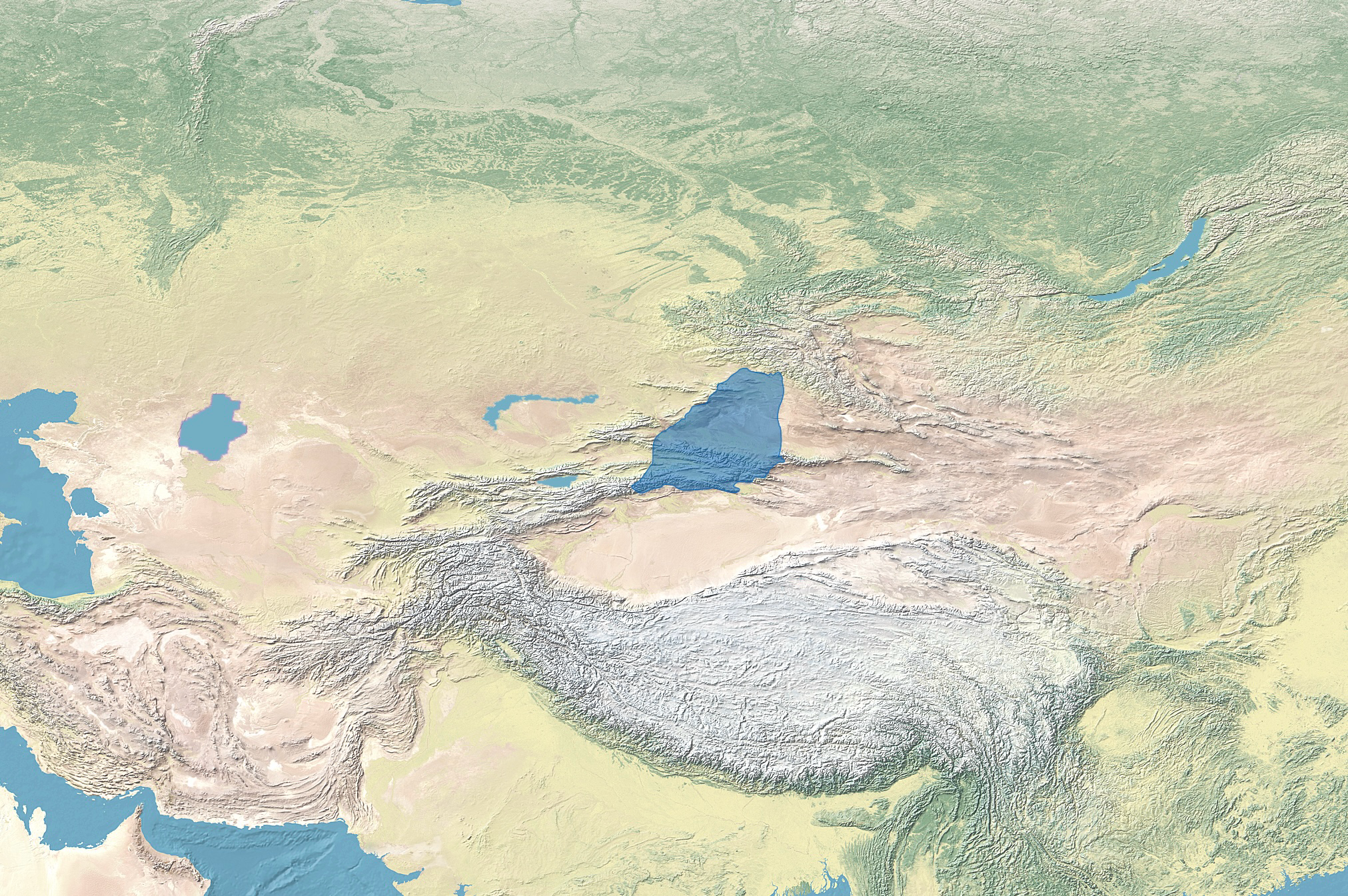
Территория улуса Булгачи во второй половине XIV века.

По мнению О. К. Караева, во второй половине XIV века племя булгачи кочевало на территории где-то между Юлдусом и Эмилем. Их эмиры активно участвовали в политической жизни Могулистана. В состав Булгачи входили племена: канды, доолос, теит, кесек, жоокесек, бостон, кыдыршаа.
Улус Булгачи, упоминаемый Сайф ад-Дином Аксикенти, ассоциировался с междуречьем рек Или и Иртыша, а также Алтаем. По мнению Т. Акерова, кыргызский улус Булгачи располагался между Или-Иртышом, охватывая районы Алтай-Нуур и Тянь-Шаня, а союзный улус Анга-торе находился на западе от средневековой области Каркырахан, между реками Или, Чёрным Иртышом и Караталом.
Краткий сопоставительный анализ географических названий местопребываний улусов Булгачи и полевых штабов войск Тамерлана и его сына Умар-шейха во время похода в Могулистан (1388—1389) показывает, что кочевья родов улуса булгачи находились в районах, расположенных между реками Или и озером Алаколь в горно-лесных долинах Джунгарского Ала-Тоо.

## Этническая принадлежность
К. А. Пищулина считала улус Булгачи кыргызским. По мнению Т. Д. Джуманалиева, улус Булгачи являлся кыргызским улусом, тогда как улус Анга-торе был кыпчакско-кыргызским. Т. А. Акеров утверждал, что улус Булгачи был кыргызско-канглийским, а улус Анга-торе — кыргызским.

### Книги
- Пищулина К.А. Юго-Восточный Казахстан в середине ХІV – начале ХVІ веков (вопросы политической и социально-экономической истории). — Алма-Ата: «НАУКА» Казахской ССР, 1977. — 289 p.
- Акеров Т. А. «Маджму ат-Таварих» как исторический источник (Полный перевод, анализ и комментарии). — Бишкек: Учебно-Научно-Производственный Комплекс «Международный Университет Кыргызстана» Кафедра «Социально-Гуманитарных Наук», 2017. — 348 p. — ISBN 978-9967-32-289-9.
- Караев О. К. Чагатайский улус. Государство Хайду. Могулистан. Образование кыргызского народа. — Бишкек: Кыргызстан, 1995. — 160 p.

### Статьи
- Мокеев А. О значении этнонима булгачи-салучи в «Зафар-наме» Низам ад-Дина Шами // Вестник Новосибирского государственного университета. Серия: История. Филология. — 2016. — Т. 15, вып. 7. — ISSN 1818-7919.
- Kim Hodong. The Early History of the Moghul Nomads: The legasy of the Chaghatai Khanate (англ.) // Brill. — 2000.
- Сабитов Ж.М., Акеров Т. А. Сведения Маджму ат-таварих об истории кыргызов // Global Turk. — 2017.